# Фредония (Колумбия)
Фредония (исп. Fredonia) — город и муниципалитет на западе Колумбии, на территории департамента Антьокия. Входит в состав субрегиона Юго-западная Антьокия.

## История
Поселение из которого позднее вырос город было основано в 1828 году. Муниципалитет Фредония был выделен в отдельную административную единицу в 1830 году.

## Географическое положение

Муниципалитет Фредония

Город расположен в южной части департамента, в гористой местности Центральной Кордильеры, на расстоянии приблизительно 30 километров к юго-юго-западу (SSW) от Медельина, административного центра департамента. Абсолютная высота — 1567 метров над уровнем моря.

Муниципалитет Фредония граничит на севере с муниципалитетом Кальдас, на северо-западе — с муниципалитетом Амага, на западе — с муниципалитетом Венесия, на юго-западе — с муниципалитетом Тарсо, на юге — с муниципалитетами Херико, Тамесис и Ла-Пинтада, на востоке — с муниципалитетами Ла-Пинтада и Санта-Барбара. Площадь муниципалитета составляет 247 км².

## Население
По данным Национального административного департамента статистики Колумбии, совокупная численность населения города и муниципалитета в 2012 году составляла 21 936 человек.
Динамика численности населения муниципалитета по годам:
| 2005   | 2006   | 2007   | 2008   | 2009   | 2010   | 2011   | 2012   |
| ------ | ------ | ------ | ------ | ------ | ------ | ------ | ------ |
| 22 692 | 22 618 | 22 506 | 22 402 | 22 288 | 22 169 | 22 055 | 21 936 |

Согласно данным переписи 2005 года мужчины составляли 50,2 % от населения Фредонии, женщины — соответственно 49,8 %. В расовом отношении белые и метисы составляли 99,8 % от населения города; негры, мулаты и райсальцы — 0,2 %.
Уровень грамотности среди всего населения составлял 85,9 %.

## Экономика
Основу экономики Фредонии составляют сельскохозяйственное производство и добыча ископаемого угля.

62,6 % от общего числа городских и муниципальных предприятий составляют предприятия торговой сферы, 27,7 % — предприятия сферы обслуживания, 9,4 % — промышленные предприятия, 0,3 % — предприятия иных отраслей экономики.